# Libotenice
Libotenice är en ort i Tjeckien.   Den ligger i regionen Ústí nad Labem, i den nordvästra delen av landet, 50 km norr om huvudstaden Prag. Libotenice ligger 156 meter över havet och antalet invånare är 405.
Terrängen runt Libotenice är huvudsakligen platt, men norrut är den kuperad.Runt Libotenice är det tätbefolkat, med 297 invånare per kvadratkilometer. Närmaste större samhälle är Litoměřice, 9,3 km nordväst om Libotenice. Trakten runt Libotenice består till största delen av jordbruksmark.